# Pomatorhinus musicus
Pomatorhinus musicus là một loài chim trong họ Timaliidae.